# Idioctis parilarilao
Idioctis parilarilao (лат.) — вид пауков рода Idioctis из семейства Barychelidae. Встречаются в литоральных норках на морском побережье островов Тайвань и Люйдао (Восточная Азия).

## Описание
Длина светло-коричневого тела около 1 см. Формула ног 4123. Брюшко узкое, овальное, без отметин; спинная поверхность и брюшко желтовато-коричневые, переходящие в светло-серый цвет у паутинных желёз. Брюшко покрыто светло-желтоватыми волосками с несколькими дополнительными длинными черными волосками. Вульва с двумя сперматеками, каждая из которых имеет две доли, одну большую медиальную и одну меньшую латеральную, ответвляющуюся от медианной части медиальной доли, обе доли шаровидные.
Обитает в трубчатых норках, вырытых в приливно-отливной зоне. Вход в норку закрывает люк-крышка, покрытая различным морским камуфляжем — водорослями, мусором, песком. Норки пауков соединены с естественными камерами в скале, в которых находится запас воздуха.

## Систематика и этимология
Вид был впервые описан в 2023 году группой арахнологов из Словении, Тайваня и Австралии. Это первая находка рода Idioctis и семейства Barychelidae в Восточной Азии. Idioctis parilarilao морфологически наиболее близок к виду Idioctis xmas с острова Рождества (Индийский океан), но отличается морфологией сперматеки. Самки I. parilarilao отличаются от самок I. ferrophila, I. helva и I. talofa наличием гребней на дистальном вентральном крае метатарзусов III и IV. Idioctis parilarilao отличается от I. marovo и I. yerlata наличием более редких конических шипов на растеллуме и шиповидных шипов на пателлах (коленях).
Название вида I. parilarilao происходит от имени южной части Тайваня на пайваньском языке, а также от названия коренного народа пайвань из этой местности.